# Gonzalo Camardón
Gonzalo Fernando Camardón (Buenos Aires, 19 dicembre 1970) è un ex rugbista a 15 e allenatore di rugby a 15 argentino.

## Biografia
Esordì nel campionato provinciale di Buenos Aires con la maglia dell'Alumni, con il quale vinse tre campionati (dal 1990 al 1992); a 20 anni non ancora compiuti debuttò in Nazionale argentina, a Twickenham contro l'Inghilterra.
Utility back capace di giocare in tutti i ruoli della tre quarti, disputò tuttavia le prime partite con i Pumas nel ruolo di mediano di mischia, per poi evolvere al posto di centro e, più frequentemente e sistematicamente, di ala.
Prese parte alla Coppa del Mondo di rugby 1991 in Inghilterra con tre incontri, poi una serie di infortuni a livello di club lo costrinse a una carriera internazionale a singhiozzo: tra il 1993 e il 1999 scese in campo solo 8 volte per l'Argentina, e un grave infortunio, ricaduta di quello che già ne aveva determinato l'esclusione dalla Coppa del Mondo di rugby 1995, lo tenne lontano dai campi per quasi tre stagioni.
Prese parte infine alla Coppa del Mondo di rugby 1999, disputando tutti i cinque incontri in cui i Pumas furono impegnati fino ai quarti di finale e, dopo il torneo, passato professionista, si trasferì in Italia nel Rugby Roma, con cui si laureò campione nazionale a fine stagione; rimase con il club bianconero per altre due stagioni, poi si trasferì alla Lazio & Primavera; un nuovo infortunio al piede lo costrinse tuttavia a dare forfait per le convocazioni alla Coppa del Mondo di rugby 2003 in Australia.
Al termine della stagione 2003-04 Camardón si trasferì in un'altra formazione romana, la Capitolina in serie A/1; nel 2006 giunse la promozione nel Super 10 e il ruolo di Camardón, nel frattempo diventato capitano della squadra, andò trasformandosi in quello di guida per i giovani giocatori che entravano in rosa per la prima volta; nel 2006 giunse la promozione nel Super 10 e il ruolo di Camardón, nel frattempo diventato capitano della squadra, andò trasformandosi in quello di guida per i giovani giocatori che entravano in rosa per la prima volta; ritiratosi una prima volta da giocatore nel 2008 per divenire l'assistente allenatore di Francisco "Pancho" Rubio alla Capitolina, a causa di infortuni della rosa scese in campo in diversi incontri anche nel Super 10 2008-09, prima di ritirarsi definitivamente dall'attività agonistica.
Tornato in Sudamerica, nel febbraio 2010 gli fu offerto l'incarico di guidare la Nazionale uruguaiana in vista degli incontri di qualificazione alla Coppa del Mondo di rugby 2011, persa all'ultimo spareggio contro la Romania.

## Palmarès
- Campionati sudamericani: 2
Argentina: 1991, 1995
- Campionati URBA: 3
Alumni: 1990, 1991, 1992
- Campionati italiani: 1
Rugby Roma: 1999-2000